# Kolonia Polska
Kolonia Polska (übersetzt: polnische Siedlung) ist ein Dorf mit einem Schulzenamt der Landgemeinde Kuryłówka im Powiat Leżajski der Woiwodschaft Karpatenvorland in Polen.

## Geschichte
Im Zuge der galizischen Siedlungsbewegung wurde 1812 bei Cieplice eine Siedlung deutscher, evangelischer Kolonisten gegründet. Aufgrund des armen und kargen Landes wurde sie an Polen verkauft. Das neue Dorf erhielt den Namen Kolonia Polska, um es von benachbarten ruthenischen Dörfern zu unterscheiden.

## Persönlichkeiten
- Stanisław Szpetnar (1883–1952), katholischer Geistlicher und Autor.